# Enric Gensana
Enric Gensana Merola (Lerida, 3 juni 1936 - 28 september 2005) was een Spaans voetballer. Hij speelde als centrale verdediger of verdedigende middenvelder.

## Clubvoetbal
Gensana begon zijn loopbaan in 1955 in zijn geboorteplaats bij UE Lleida, de club waar hij eerder al in de jeugd speelde. Van 1956 tot 1963 speelde hij bij FC Barcelona. Gensana debuteerde op 14 mei 1956 tegen Athletic de Bilbao en uiteindelijk zou hij 278 wedstrijden spelen en daarin 27 doelpunten maken. In zijn periode bij Barça won hij twee landstitels (1959, 1960), drie Copas de España (1957, 1959, 1963) en tweemaal de Jaarbeursstedenbeker (1958, 1960). Gensana werd in 1957 bovendien verkozen tot beste speler van het door FC Barcelona gewonnen Pequeña Copa del Mundo in Caracas. In 1961 speelde Gensana met FC Barcelona de finale van de Europa Cup I, waarin echter werd verloren van het Portugese SL Benfica. Door een blessure aan zijn meniscus die hij opliep in 1963, kon hij het hoge niveau van FC Barcelona niet goed meer aan en huurperiodes bij CA Osasuna en CD Condal volgden. In 1966 was Gensana door zijn blessure genoodzaakt zijn loopbaan als profvoetballer te beëindigen.

## Nationaal elftal
Gensana was tevens Spaans international. Zijn debuut maakte de hij op 16 mei 1957 tegen Schotland. Gensana speelde in totaal tien interlands, waarin hij scoorde tegen Polen op 14 oktober 1959 en Frankrijk op op 2 april 1961. Op 18 mei 1961 speelde Gensana tegen Wales zijn laatste interland voor Spanje.